# Iron Man
Iron Man es un superhéroe que aparece en los cómics estadounidenses publicados por Marvel Comics. El personaje fue creado por el escritor y editor Stan Lee en colaboración con el guionista Larry Lieber. Los artistas Don Heck y Jack Kirby fueron los encargados de su diseño. Este superhéroe hizo su primera aparición en Tales of Suspense #39 (marzo de 1963) y recibió su propio título en Iron Man #1, en mayo de 1968. En 1963, el personaje fundó el equipo de superhéroes Los Vengadores con Thor, Ant-Man, Avispa y Hulk.  Las historias de Iron Man, individualmente y con los Vengadores, se han publicado de manera constante desde la creación del personaje.
Iron Man es el personaje de superhéroe de Anthony Edward "Tony" Stark, un multimillonario magnate empresarial, filántropo estadounidense, playboy y un ingenioso científico e ingeniero, que dirige la empresa de fabricación de armas Industrias Stark. Cuando Stark fue capturado en una zona de guerra y sufrió una herida grave en el corazón, construyó su armadura de Iron Man y escapó de sus captores. Las armaduras de Iron Man le otorgan fuerza sobrehumana, vuelo, proyección de energía y otras habilidades. El personaje fue creado en respuesta a la Guerra de Vietnam como el intento de Lee de crear un personaje agradable a favor de la guerra. Desde su creación, Iron Man se ha utilizado para explorar temas políticos, y las primeras historias de Iron Man se ambientan en la Guerra Fría. El papel del personaje como fabricante de armas resultó controvertido y Marvel se alejó de la geopolítica en la década de 1970. En cambio, las historias comenzaron a explorar temas como el malestar civil, el avance tecnológico, el espionaje corporativo, el alcoholismo y la autoridad gubernamental.Las versiones posteriores de Iron Man han pasado de estos motivos a asuntos contemporáneos de la época,como el terrorismo, la corrupción y la delincuencia en general.
Las principales historias de Iron Man incluyen "Demon in a Bottle" (1979), "Armor Wars" (1987-1988), "Extremis" (2005) y "Iron Man 2020" (2020). También es un personaje principal en las historias de toda la compañía Civil War (2006-2007), Dark Reign (2008-2009) y Civil War II (2016). Han surgido personajes de superhéroes adicionales del elenco de apoyo de Iron Man, incluidos James Rhodes como Máquina de Guerra y Riri Williams como Ironheart, así como villanos reformados, Natasha Romanova como Viuda Negra y Clint Barton como Ojo de Halcón. La lista de enemigos de Iron Man incluye a su archienemigo, el Mandarín, muchos supervillanos de origen comunista y muchos de los rivales comerciales de Stark.
Robert Downey Jr. es el actor encargado de interpretar a este personaje dentro de la saga de películas de Marvel Cinematic Universe: Iron Man (2008), The Incredible Hulk (cameo; 2008), Iron Man 2 (2010), The Avengers (2012), Iron Man 3 (2013), Avengers: Age of Ultron (2015), Capitán América: Civil War (2016), Spider-Man: Homecoming (2017), Avengers: Infinity War (2018), Ralph Breaks the Internet (cameo; 2018), Avengers: Endgame (2019) siendo sacrificado para derrotar a Thanos con las Gemas del Infinito, Spider-Man: lejos de casa (cameo; 2019) y la serie de Disney+ Loki (cameo; 2021). Mick Wingert prestó su voz al personaje en la serie animada What If...? (2021). La interpretación de Downey popularizó al personaje, elevando a Iron Man a uno de los superhéroes más reconocibles de Marvel. Otras adaptaciones del personaje aparecen en películas animadas directas a video, series de televisión y videojuegos.
Iron Man estuvo en el puesto 12 en el top 100 de IGN sobre los héroes de los cómics en 2011, y en el puesto 3 en su lista de "The Top 50 Avengers" en 2012.

## Sinopsis
El debut de Iron Man fue una colaboración del guionista y editor Stan Lee, el guionista Ángel Leonardo, el artista Don Heck, y el diseñador de personajes Jack Kirby. Algunas evidencias demuestran que Iron Man tiene raíces en un Hombre de Hierro anterior creado por Norvell W. Page (escrito bajo el nombre de "Grant Stockbridge"), quien llevaba una armadura robótica y lanzaba rayos de energía desde sus palmas, para su novela Satan's Murder Machines, apareciendo originalmente en diciembre de 1939 en la revista The Spider. De acuerdo con su historia oficial, Stan Lee leyó con avidez la revista The Spider.
En 1963, Lee había estado jugando con la idea de un superhéroe/hombre de negocios. Quería crear al "capitalista por excelencia", un personaje que iría en contra del espíritu de los tiempos y los lectores de Marvel. Stan Lee, George Mair, Excelsior: The Amazing Life of Stan Lee, Simon & Schuster (2002), Lee dijo, «Creo que me propuse un desafío. Era el apogeo de la Guerra Fría. Los lectores, los jóvenes lectores, si había algo que odiaban, era la guerra, era el ejército... Así que tomé un héroe que representaba eso. Era un fabricante de armas, estaba proporcionando armas al ejército, era millonario, era un empresario... Pensé que sería divertido tomar el tipo de personaje que nadie quiere, que no gustaría a ninguno de nuestros lectores, y empujarlos a sus gargantas y hacer que se convierta... en alguien muy popular». Él se dedicó a hacer al personaje un Don Juan rico y encantador, pero con un secreto que lo perseguirá y lo atormentará también. El escritor Gerry Conway dijo, «Aquí tienes este personaje, que en el exterior es invulnerable, es decir, no se puede tocar, pero por dentro está bastante herido. Stan hizo una gran herida en su cara, ya sabes, su corazón estaba roto, literalmente. Pero hay una metáfora que ahí sucede. Y eso es, creo, lo que hizo interesante al personaje». Lee basó este aspecto y personalidad en Howard Hughes, explicando: «Howard Hughes era uno de los hombres más coloridos de nuestros tiempos. Era un inventor, un aventurero, un millonario, Don Juan y, finalmente, un chiflado. Sin ser un loco, él era Howard Hughes».

## Biografía ficticia del personaje

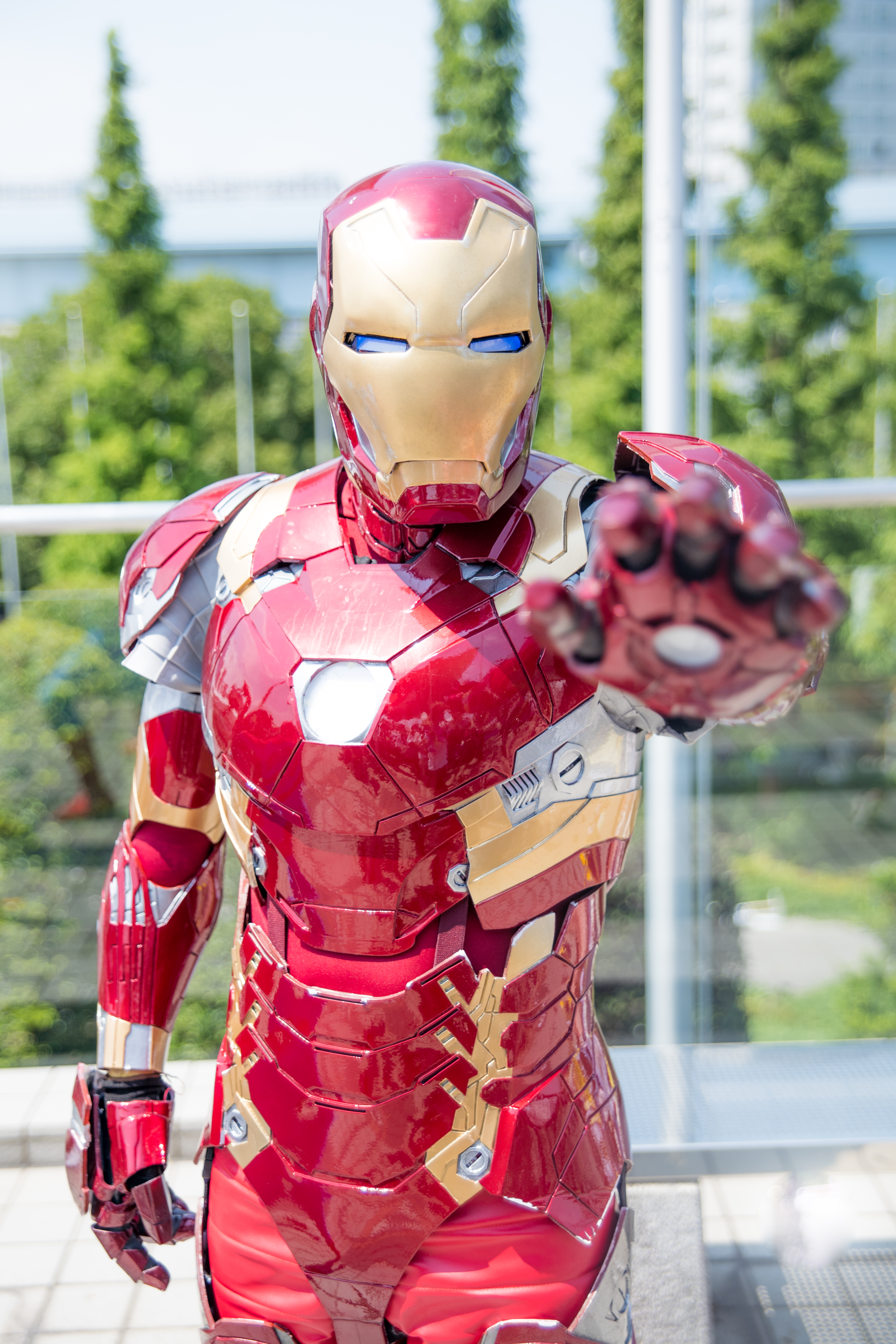
Cosplay de Iron Man.

### Orígenes
Anthony Edward Stark es el hijo del jefe de Industrias Stark, Howard Stark y su esposa Maria Stark. Un niño genio que ingresa al MIT a la edad de 15 años para estudiar Ingeniería Electrónica. Después de que sus padres mueren en un accidente automovilístico, hereda la compañía de su familia.
Mientras observaba los efectos de su tecnología experimental en el esfuerzo bélico estadounidense, Tony Stark es herido por una bomba y capturado por Wong-Chu, quien le ordena diseñar armas. Sin embargo, las lesiones de Stark son graves y la metralla se dirige a su corazón. Su compañero prisionero, Ho Yinsen, un físico ganador del Premio Nobel, cuyo trabajo se había ganado la admiración de Stark en el colegio, construye una placa pectoral magnética para evitar que la metralla alcance el corazón de Stark, manteniéndolo vivo. En secreto, Stark y Yinsen utilizan el taller para diseñar y construir una armadura mecanizada, la cual utiliza Stark para escapar. Sin embargo, durante el escape, Yinsen sacrifica su vida para salvar a Stark, distrayendo al enemigo para que Tony recargara. Stark se venga de sus secuestradores y escapa para reunirse con las fuerzas estadounidenses, conociendo en su camino a un piloto herido de la marina estadounidense, James "Rhodey" Rhodes.
Luego de regresar a casa, Stark descubre que el fragmento de metralla alojado en su pecho no se puede quitar sin matarlo, y se ve obligado a utilizar la placa del pecho debajo de la ropa para actuar como un regulador para su corazón. También tiene que recargar la placa todos los días o de lo contrario corre el riesgo que la metralla lo mate. La portada para Iron Man dice que es el guardaespaldas de Stark y la mascota de su empresa. Con ese fin, Iron Man lucha contra las amenazas a su empresa (como la oponente comunista Natasha Romanoff, el Dínamo Carmesí y el Hombre de Titanio), así como villanos independientes como el Mandarín, quien finalmente se convierte en su peor enemigo. Nadie sospecha que Stark es Iron Man, pues, cultiva su imagen como un millonario y empresario. Dos miembros notables del reparto de la serie, en este punto, son su chófer personal, Harold "Happy" Hogan, y su secretaria, Virginia "Pepper" Potts, a quienes finalmente les revela su identidad secreta. Mientras tanto, James Rhodes encuentra su propio lugar como el piloto personal de Stark, revelándose como un hombre de extraordinaria habilidad y audaz por derecho propio.
El cómic tuvo una postura anticomunista en sus primeros años, que se suavizó conforme subió la oposición a la Guerra de Vietnam. Este cambio evolucionó en una serie de historias en las que Stark reconsidera sus opiniones políticas y la moralidad de la fabricación de armas para el ejército estadounidense. Stark se muestra a sí mismo como arrogante de vez en cuando, y dispuesto a actuar sin ética para "dejar que los fines justifiquen los medios". Esto lleva a conflictos personales con las personas que lo rodean, tanto en su identidad civil como de superhéroe. Stark usa su gran fortuna personal no solo para equipar su propia armadura, sino también para desarrollar armas para S.H.I.E.L.D.; otras tecnologías (por ejemplo, Quinjets utilizados por los Vengadores); y los inductores de imagen utilizados por los X-Men. Finalmente, la afección cardíaca de Stark se resuelve con un trasplante artificial de corazón.

### De 1970 y principios de 1980
Más tarde, Stark expande los diseños de su armadura y empieza a construir su arsenal de armaduras especializadas para situaciones particulares como los viajes espaciales y el sigilo. Sin embargo, Stark también desarrolla una dependencia grave por el alcohol, en la historia de "Demon in a Bottle". La primera vez que se convierte en un problema es cuando Stark descubre que S.H.I.E.L.D. ha estado comprando una participación mayoritaria en su compañía con el fin de garantizar el desarrollo continuo de armas de Stark para ellos. Al mismo tiempo, el empresario rival de Tony, Justin Hammer, contrató a varios supervillanos para atacar a Stark. En un momento, la armadura de Iron Man es robada y utilizada para asesinar a un diplomático. Aunque Iron Man no está bajo sospecha, Stark, se ve obligado a entregar sus armas a las autoridades. Finalmente, Stark y Rhodes, que ahora es su piloto personal y confidente, localizan y derrotan a los responsables, a pesar de que Hammer volvería a acosar a Stark. Con el apoyo de su entonces novia, Bethany Cabe, sus amigos y sus empleados, Stark supera esta crisis y su dependencia del alcohol. Estos eventos fueron recolectados y publicados como Demon in a Bottle. Incluso mientras se recupera de este terrible juicio personal, la vida de Stark se complica aún más cuando tiene un enfrentamiento con el Doctor Doom, el cual es interrumpido por un enemigo oportunista, enviándolos al tiempo del Rey Arturo. Una vez allí, Iron Man frustra el intento de Doom para solicitar la ayuda de Morgan Le Fay, y el gobernante de Latveria jura una venganza mortal - la cual entregó poco después de la tregua necesaria para volver a su propio tiempo. Este incidente fue recolectado y publicado como Doomquest.
Algún tiempo después, un rival despiadado, Obadiah Stane, manipula emocionalmente a Stark en una grave recaída. Como resultado, Stark pierde el control de Stark International frente a Stane, se convierte en un vagabundo alcohólico sin hogar y cede su identidad blindada a Rhodes, quien se convierte en el nuevo Iron Man. Finalmente, Stark se recupera y se une a una nueva empresa, Circuits Maximus. Stark se concentra en nuevos diseños tecnológicos, incluida la construcción de un nuevo conjunto de armaduras como parte de su terapia de recuperación. Rhodes, sigue actuando como Iron Man, pero se vuelve cada vez más agresivo y paranoico, debido a que la armadura no se ha calibrado correctamente para su uso. Con el tiempo Rhodes enloquece y Stark tiene que ponerse una réplica de su armadura original para detenerlo. Completamente recuperado, Stark se enfrenta a Stane, que viste una armadura basada en diseños incautados junto con Stark International y se ha apodado el "Iron Monger". Poco después, Stark recupera su fortuna personal, pero decide no recomprar Stark International sino hasta mucho más tarde; en lugar de eso crea Stark Enterprises, con su sede en Los Ángeles.

### Finales de 1980 y 1990
En un intento para impedir que otras personas hagan mal uso de sus diseños, Stark trata de deshabilitar a otros héroes y villanos blindados que están utilizando armaduras basadas en la tecnología de Iron Man, de los cuales sus diseños fueron robados por su enemigo Spymaster. Su búsqueda para destruir todas las instancias de la tecnología robada daña su reputación como Iron Man. Después de atacar y deshabilitar a una serie de villanos como Stilt-Man, ataca y derrota al agente del gobierno conocido como Stingray. La situación empeora cuando Stark se da cuenta de que la armadura de Stingray no incorpora ninguno de sus diseños. Éste despide públicamente a Iron Man mientras seguía secretamente su rutina. Utiliza la coartada de querer ayudar a desactivar al renegado Iron Man para infiltrarse y desactivar las armaduras de los agentes de S.H.I.E.L.D. conocidos como los Mandroides, y también la armadura de los Guardias. En el proceso, Iron Man y Jim Rhodes permiten que escapen algunos de los villanos de la Bóveda. Esto lleva al Gobierno de los estados unidos a declarar a Iron Man un peligro y un proscrito, y corrompe gravemente la relación de Stark con Steve Rogers (Capitán América, que estaba en su personalidad de "Capitán" en ese momento). Iron Man viaja a Rusia, donde inadvertidamente provoca la muerte del soviético Hombre de Titanio durante una pelea. Al regresar a los Estados Unidos, se enfrenta a un enemigo encargado por el gobierno llamado Firepower. Incapaz de derrotarlo de frente, Stark falsifica la desaparición de Iron Man, con la intención de retirar el traje de forma permanente. Cuando Firepower se vuelve pícaro, Stark crea un nuevo traje, afirmando que una nueva persona está en la armadura.
Poco después, Stark es casi asesinado por Kathy Dare, una ex amante mentalmente desequilibrada. Ella le dispara en el centro de su torso, lo que lastima su columna vertebral, paralizándolo. Stark se somete a una cirugía especial para que le implanten un chip nervioso en la columna vertebral para recuperar su movilidad. Desconocido para el industrial, el chip nervioso es un medio clandestino por el cual puede ganar control sobre su cuerpo. Los hombres de negocios rivales, gemelos Marrs y su cohorte Kearson DeWitt están detrás de las maquinaciones en lo que se conoció como "Armor Wars II". Después de varias pruebas exitosas de DeWitt para manipular a Stark, Tony descubre que usar su armadura de encéfalo puede contrarrestar los controles de DeWitt. En respuesta, DeWitt repentinamente libera su control, lo que resulta en una agonía insoportable en todo el cuerpo de Stark. La constante "batalla" por el control del sistema nervioso de Stark y la subsiguiente abdicación en el extremo de DeWitt llevan a un daño masivo en los nervios de todo el cuerpo de Tony. El sistema nervioso de Stark continúa su deslizamiento hacia el fracaso, y construye una "piel" formada por circuitos de nervios artificiales para ayudarlo. Stark comienza a pilotar una armadura de Iron Man a control remoto, pero cuando se enfrenta a los Maestros del Silencio, la demanda de telepresencia es inadecuada. Stark diseña una versión más armada del traje para usar, el "Traje de batalla de respuesta de amenaza variable". En última instancia, el daño a su sistema nervioso se vuelve demasiado extenso. Fingiendo su muerte, Stark se coloca en animación suspendida para curarse mientras Rhodes se hace cargo tanto de Stark Enterprises como del manto de Iron Man, aunque usa la armadura War Machine. Stark finalmente se recupera completamente al usar un chip para crear un sistema nervioso artificial y se reanuda como Iron Man en una nueva armadura de telepresencia. Cuando Rhodes se entera de que Stark ha manipulado a sus amigos fingiendo su propia muerte, se enfurece y los dos amigos se separan. Rhodes continúa como War Machine en una carrera en solitario.
El argumento de "La travesía/La encrucijada" nos muestra a Iron Man como un traidor entre los Vengadores, debido a que años antes Kang el Conquistador había logrado manipularlo mentalmente. Por órdenes de Kang, Stark, mata a Marilla, la niñera de Luna (la hija de Quicksilver y Crystal), así como a Rita DeMara, la Chaqueta Amarilla, y luego a Amanda Chaney, una aliada de los Vengadores. La serie limitada "Avengers Forever" vuelve a considerar estos eventos como el trabajo de un Immortus disfrazado, no de Kang, y de que el control mental había retrocedido solo unos pocos meses.
Necesitando ayuda para vencer a Stark y Kang, el equipo viaja en el tiempo para reclutar a un adolescente Anthony Stark de una línea de tiempo alternativa para ayudarlos. El joven Stark roba un traje de Iron Man para ayudar a los Vengadores contra su yo mayor. La vista de su yo más joven sorprende al mayor Stark lo suficiente como para que recupere el control momentáneo de sus acciones, y sacrifica su vida para detener a Kang. El joven Stark luego construye su propio traje para convertirse en el nuevo Iron Man y permanece en el presente.
En la batalla contra la entidad Onslaught, Stark junto con muchos otros héroes, fallecieron. Los poderes de Franklin Richards le permitieron crear un universo alterno en Heroes Reborn en el que Stark es una vez más un héroe adulto; Franklin recrea a los héroes en el universo de bolsillo en las formas con las que está más familiarizado que en lo que son en el presente. El Stark adulto renacido, al regresar al Universo Marvel normal, se fusiona con el Stark original, que había muerto durante "La travesía/La encrucijada" pero fue resucitado por Franklin Richards. Este nuevo Anthony Stark posee los recuerdos del original y el adolescente Anthony Stark, y, por lo tanto, se considera esencialmente ambos, recupera su fortuna y, con Stark Enterprises vendida a Fujikawa Corporation tras la muerte de Stark, crea una nueva compañía, Stark Solutions. Regresa del universo de bolsillo con un corazón restaurado y sano. Después de la reforma de los Vengadores, Stark exige que se convoque una audiencia para analizar sus acciones justo antes del incidente de Onslaught. Despejado de malas acciones, se reincorpora a los Vengadores.

### 2000
En un momento dado, la armadura de Stark se vuelve sensible a pesar de las cajas de seguridad para evitar que sus sistemas informáticos cada vez más sofisticados lo hagan. Inicialmente, Stark le da la bienvenida a esta armadura "viva" por sus habilidades tácticas mejoradas. La armadura comienza a ser más agresiva, matando de forma indiscriminada y en ocasiones deseando reemplazar a Stark por completo. En la confrontación final en una isla desierta, Stark sufre otro ataque al corazón. La armadura sacrifica su propia existencia para salvar la vida de su creador, renunciando a componentes esenciales para darle a Stark un corazón nuevo y artificial. Este nuevo corazón resuelve los problemas de salud de Stark, pero no tiene una fuente de alimentación interna, por lo que Stark se vuelve una vez más dependiente de la recarga periódica. El incidente de la armadura sensible perturba tanto a Stark que vuelve temporalmente a usar una versión de modelo anterior poco sofisticada de su armadura para evitar un incidente repetido. Él incursiona con el uso de circuitos de metal líquido conocido como SKIN que se forma en una cubierta protectora alrededor de su cuerpo, pero finalmente regresa a armaduras de metal duro más convencionales.

#### La Guerra Civil
Después de las acciones de los superhéroes inexpertos, los Nuevos Guerreros resultan en la destrucción de varias cuadras de la ciudad en Stamford, Connecticut, hay una protesta en todo Estados Unidos contra los superhumanos. Al conocer los planes propuestos por el gobierno, Tony Stark sugiere un nuevo plan para instigar una Ley de Registro de Superhumanos. La Ley obligaría a todas las personas con superpoderes en los EE. UU. a registrar su identidad con el gobierno y actuar como agentes autorizados. La Ley obligaría a los superhumanos inexpertos a recibir capacitación sobre cómo usar y controlar sus habilidades, algo en lo que Tony cree firmemente. Desde su lucha contra el alcoholismo, Stark ha cargado con una tremenda carga de culpa después de casi matar a un inocente espectador mientras pilotaba la armadura borracho. Mientras que Reed Richards y el Dr. Henry "Hank" Pym están de acuerdo con la propuesta de Stark, no todos lo hacen. Después de que al Capitán América se le ordene que traiga a cualquiera que se niegue a registrarse, él y otros superhéroes anti-registro se deshacen, entrando en conflicto con los héroes pro-registro, liderados por Iron Man. La guerra termina cuando el Capitán América se rinde para evitar más daños colaterales y víctimas civiles, aunque él había derrotado a Stark al desactivar su armadura. Stark es nombrado nuevo director de S.H.I.E.L.D., y organiza un nuevo grupo de Vengadores aprobado por el gobierno. Poco después, el Capitán América es asesinado mientras estaba bajo custodia. Esto deja a Stark con una gran cantidad de culpa y dudas sobre el costo de su victoria. Luego, en su funeral, pronunció unas palabras, «nunca supuse que terminaría así». Después, Iron Man sabría que el Capitán América será revivido en Captain América: Reborn.

#### Invasión Secreta
Para unirse al largometraje de Iron Man de 2008, Marvel lanzó una nueva serie en curso de Iron Man, The Invincible Iron Man, con el escritor Matt Fraction y el artista Salvador Larroca. La historia inaugural de la serie de seis partes fue "Las cinco pesadillas", que vio a Stark como blanco de Ezekiel Stane, el hijo del antiguo némesis de Stark, Obadiah Stane.
En esta historia, después de que Tony Stark sobrevive a un intento de Ultron para hacerse cargo de su cuerpo, Spider-Woman lo enfrenta en el hospital, sosteniendo el cadáver de un skrull haciéndose pasar por Elektra. Al darse cuenta de que esto es el comienzo de una invasión de los Skrull, Tony revela el cadáver a los Illuminati y declara que están en guerra. Después de que Black Bolt se revela como un Skrull y es asesinado por Namor, un escuadrón de Skrulls atacó, obligando a Tony a evacuar a los otros miembros Illuminati y destruir el área, matando a todos los Skrulls. Al darse cuenta de que son incapaces de confiar entre sí, todos los miembros se separan para formar planes individuales para la invasión que se aproxima.
Stark está desacreditado y públicamente vilipendiado por su incapacidad para anticipar o prevenir la infiltración e invasión secreta de la Tierra por parte de los Skrull, y por la desactivación de Skrull de su tecnología StarkTech, que tenía un virtual monopolio en la defensa mundial. Después de la invasión, el gobierno de los Estados Unidos lo destituye como jefe de S.H.I.E.L.D. y disuelve a los Vengadores, entregando el control de la Iniciativa a Norman Osborn.

#### Reinado Oscuro
Al fallar sus poderes Extremis, Stark carga un virus para destruir todos los registros de la Ley de Registro, lo que evita que Osborn descubra las identidades de sus compañeros héroes y cualquier cosa que Osborn pueda usar, incluidos los generadores repulsores. La única copia de la base de datos se encuentra en el cerebro de Stark, que intenta eliminar mientras huye de Osborn. Stark va tan lejos como para infligirse daño cerebral a sí mismo con el fin de garantizar que la información relevante se borre. Cuando Osborn alcanza al debilitado Stark y lo golpea salvajemente, Pepper Potts transmite las palizas en todo el mundo, lo que le cuesta a Osborn la credibilidad y le da a Stark la compasión pública. Stark entra en un estado vegetativo, habiendo otorgado previamente a Donald Blake (alter ego del superhéroe Thor) poder notarial. Un mensaje holográfico almacenado en la armadura de Pepper revela que Stark había desarrollado un medio para 'reiniciar' su mente desde su estado actual antes de su destrucción de la base de datos, y Blake y Bucky decidieron usarla para restablecer la normalidad. Mientras tanto, Stark está atrapado en su subconsciente, donde los hechos de su propia mente le impiden regresar al mundo de vigilia. Cuando el procedimiento no funciona, Bucky llama al Doctor Strange, quien logra restaurar la conciencia de Stark. La copia de seguridad que Stark creó se realizó antes de la Guerra Civil y, como tal, no recuerda nada de lo que ocurrió durante el evento, aunque aún después de revisar sus acciones pasadas, concluye que no habría hecho nada diferente. Su daño cerebral significa que ahora depende de un reactor de arco para mantener las funciones autónomas de su cuerpo.

### 2010

#### El Asedio de Asgard
En la historia "Asedio", Tony Stark está bajo el cuidado del Dr. Donald Blake y Maria Hill, cuando Asgard es atacado. Thor es emboscado por Osborn y Sentry, pero rescatado por Hill. Osborn declara la ley marcial y libera a Daken y Sentry en Broxton para erradicar a Thor y Hill. Hill regresa al escondite de Stark para trasladarlo a un lugar más seguro y se les une Veloz de los Jóvenes Vengadores, que tiene un conjunto de armaduras MK III de Iron Man que Edwin Jarvis le había dado al Capitán América. Mientras Osborn está luchando contra los Nuevos vengadores, Stark aparece y desactiva la armadura del Patriota de hierro de Osborn. Osborn le ordena a Sentry que aniquile a Asgard, en lugar de permitir que los Vengadores lo tengan. Después de que Asgard se cae, Stark se pone de pie junto a sus compañeros héroes, mientras Osborn exclama que todos están condenados y que él 'los estaba salvando de él' apuntando hacia un Vigía Sentry poseído. Mientras el Vacío desgarra a los equipos, Loki les da el poder de luchar a través de las Piedras Norn. El Vigía mata a Loki, enfureciendo a Thor. Tony le dice a Thor que retire el vacío de Asgard, lo que le permite dejar caer un helicóptero H.A.M.M.E.R. en el vacío. Thor se ve obligado a matar a Sentry cuando el Vigía reaparece. Algún tiempo después, se deroga la Ley de registro de superhumanos y se devuelve a Tony su compañía y su armadura. Como símbolo de sus actos heroicos y su nueva unidad, Thor coloca una torre asgardiana en la Torre Stark, donde una vez estuvo la Atalaya.

#### Miedo Encarnado
En la historia de "Fear Itself" de 2011, la Tierra es atacada por la Serpiente, el Dios del Miedo y el hermano olvidado de Odín. En París, Iron Man lucha contra Gárgola Gris, que se ha convertido en Mokk, Destructor de la Fe, uno de los Dignos de la Serpiente. Mokk deja a Iron Man inconsciente y transforma a Detroit Steel y a los ciudadanos de París en piedra. Para derrotar al ejército de la Serpiente, Tony bebe una botella de vino (por lo tanto, "sacrificando" su sobriedad) para obtener una audiencia con Odín, quien le permite a Tony ingresar al reino de Svartalfheim. Tony y los enanos de Svartalfheim construyen armas encantadas. Tony mejora su armadura con encantamientos infundidos con uru y entrega las armas terminadas a los Vengadores, quienes las usan para la batalla final contra las fuerzas de la Serpiente. Iron Man observa mientras Thor mata a la Serpiente, pero muere en el proceso. Una vez que finaliza la batalla, Tony derrite las armas que creó y repara el escudo del Capitán América, que había sido roto por la Serpiente, y se lo devuelve al Capitán América. Durante una discusión posterior con Odín sobre la falta de participación de los dioses en la reciente crisis, Odín le da a Tony una breve oportunidad para ver la inmensidad del universo de la manera en que lo ve. Como agradecimiento por el papel de Tony en la reciente crisis, Odín restaura a todas las personas que mató la Gárgola Gris durante su alboroto.

#### El regreso del Mandarín y Marvel NOW!
En la historia "Demonio" y "La larga caída", Stark es citado por el gobierno de los EE. UU. Después de que aparecieran evidencias de su uso de la armadura Iron Man mientras estaba bajo la influencia. Mandarín y Zeke Stane actualizan a algunos de los viejos enemigos de Iron Man y los envían a cometer actos de terrorismo en todo el mundo, con la intención de desacreditar a Iron Man. El general Bruce Babbage obliga a Stark a usar un gobernador tecnológico, un dispositivo que le permite a Babbage desactivar la armadura de Stark cuando quiera. Para defenderse, Tony se somete a un procedimiento quirúrgico que expulsa la tecnología Bleeding Edge de su cuerpo y reemplaza su nodo repulsor con un nuevo modelo, lo que obliga a Babbage a retirar al gobernador tecnológico de su pecho. Anuncia su retiro como Iron Man, fingiendo la muerte de Rhodes y dándole una nueva armadura para que se convierta en el nuevo Iron Man. Esto conduce a la siguiente historia, "El Futuro", en la que el Mandarín toma el control de la mente de Stark y lo utiliza para crear nuevos cuerpos blindados para los espíritus alienígenas que habitan en sus anillos, pero Stark se alía con algunos de sus viejos enemigos, que tienen También ha sido encarcelado por el Mandarín, y logra derrotarlo. El último número de esta historia concluyó la serie de Matt Fraction.
En la serie en curso que se estrenó en 2012 como parte del relanzamiento Marvel NOW!, Tony Stark ha alcanzado un techo tecnológico. Después de la muerte de la Dra. Maya Hansen y la destrucción de todos los kits de la versión 2 de Extremis que se vendían en el mercado negro, Tony decide que la Tierra no está segura sin que él sepa más de lo que está en la frontera final. Toma su nuevo traje, mejorado con una inteligencia artificial llamada P.E.P.P.E.R. y se une a Peter Quill y Los Guardianes de la Galaxia después de ayudar a frustrar un ataque Badoon en la Tierra.

#### Iron Man Superior
La personalidad de Tony Stark se invierte debido a los acontecimientos de AXIS, resaltando los aspectos más oscuros de sí mismo como la irresponsabilidad, el egoísmo y el alcoholismo. Stark se traslada a San Francisco y construye una nueva armadura completamente blanca. Suministra a los ciudadanos de San Francisco con la aplicación Extremis 3.0, una versión del virus tecnológico que ofrece belleza, salud e incluso inmortalidad, de forma gratuita. Cuando cada persona en la ciudad veía a Iron Man como un mesías por hacer realidad sus sueños, terminó el modo de prueba gratuita y comenzó a cobrar una tarifa diaria de $99.99, lo que hizo que muchos recurrieran a la delincuencia como forma de pagar la mejora. Daredevil se enfrenta a Stark en su nueva isla de Alcatraz ático, pero es fácilmente cepillado. Iron Man usa Extremis 3.0 para restaurar temporalmente la vista de Daredevil, solo para probar su punto. Daredevil deduce que Stark había agregado Extremis al suministro de agua y los teléfonos solo transmiten una señal de activación, pero Stark somete a Murdock a un daño cerebral menor para evitar que comparta esta revelación con otros.
Después de descubrir que el nuevo villano Abominación Adolescente es el hijo de Happy Hogan, Stark decide ayudarlo, pero este acto menor de redención es demasiado tarde para Pepper Potts, quien ataca a Stark con la ayuda de una IA basada en la mente de Stark. Esto culmina en una confrontación entre los dos Starks, ya que Stark recurre a la ayuda involuntaria de todos los 'infectados' con la mejora de Extremis, mientras que la IA usa las varias armaduras antiguas de Stark para atacarlo. Aunque técnicamente Stark gana la batalla mientras destruye sus otras armaduras y elimina la copia de seguridad de AI, Pepper afirma que planea revelar la verdad sobre sus objetivos con Extremis, informándole sin rodeos que si continúa su proyecto de actualización de Extremis, tendrá que hacerlo solo, aceptando su destino de ser considerado como un monstruo por todos los que lo conocen.

#### El tiempo se agota
Durante la historia de "Time Outs Out", un intento de reclamar a Wakanda de la Camarilla que Namor había creado para destruir los incursivos resultados de la Tierra en Tony quedó en cautiverio en la Necrópolis. Después de que aparentemente mataron a la Camarilla, los Illuminati liberan a Tony, quien se ve obligado a huir debido a la falta de voluntad de los Illuminati de dejar que Stark esté con ellos cuando se encuentren con Rogers y los Vengadores. Cuando los Shi'ar y sus aliados llegan para destruir la Tierra, los Vengadores y los Illuminati intentan tomar represalias sin éxito. Iron Man usa el Martillo de Sol para destruir la flota. Las incursiones continúan, y Rogers se enfrenta a Stark por lo que sabe. Una pelea se produce entre ellos y Stark admite que había mentido y había sabido acerca de las incursiones todo el tiempo. Durante la incursión final, S.H.I.E.L.D. de Tierra-1610 lanza un ataque a gran escala en Tierra-616, durante el cual un Helicarrier aplasta a Stark y Rogers.

#### All-New, All-Different Marvel
Después de los eventos del cruce de Secret Wars, Stark regresa a su estado normal sin signos de su personalidad invertida. Ocho meses después del regreso del universo, como se vio en el evento "Marvel All-New, All-Different Marvel", Tony trabaja en su laboratorio sin parar luego de que su posición como innovador haya sido puesta en duda. Debido a que un estudiante del MIT realizó ingeniería inversa en parte de su tecnología, Stark desarrolla una nueva armadura que puede cambiar de forma de acuerdo con la situación en que se encuentre. Cuando la nueva IA de Stark sea Viernes, le informa que Madame Máscara ha irrumpido en las ruinas del Castillo Doom, viaja a Latveria para investigar y se encuentra con algunos revolucionarios que luego son derrotados por un hombre en un traje. Para su sorpresa, la computadora de la armadura de Iron Man lo identifica como Doctor Doom con su rostro restaurado. El Doctor Doom afirma que quería ayudar a Iron Man.
Después de enterarse con el doctor Doom que Madame Máscara ha tomado un señuelo de la Varita de Watoomb, Tony Stark se enfrenta a Madame Máscara. Al enterarse de que Madame Máscara no está aliada con el Doctor Doom, Tony es atacada por ella con un estallido de energía que daña su armadura. Viernes logra hacerse con el control de la demanda y lleva a Tony a un lugar seguro. Iron Man rastrea a Madame Máscara a Marina del Rey. Después de encontrar una grabadora con sus mensajes, Tony es atacado por varias siluetas negras con espadas.
Iron Man escapa de los ninjas que lo están atacando y logra derrotar a la mayoría de ellos, pero se matan antes de que él pueda interrogarlos. Iron Man y el Doctor Doom llegan al último Jackpot del club nocturno de Mary Jane Watson en Chicago cuando Madame Máscara lo ataca. Mientras Mary Jane distrae a Madame Máscara al quitarse su máscara, Iron Man y el Doctor Doom descubren que Madame Máscara está poseída por un demonio. El Doctor Doom es capaz de realizar un exorcismo en ella.
El Doctor Strange llega y le dice a Iron Man que se llevará a Madame Máscara para arreglarla metafísicamente y luego la entregará a S.H.I.E.L.D. Iron Man también le informa sobre la ayuda del Doctor Doom que había abandonado la escena hace algún tiempo. Tres días después, Iron Man le ofrece a Mary Jane un trabajo para compensar el daño causado a su club nocturno. Después de hablar con War Machine, Tony Stark se encuentra en una cena con Amara Perera cuando se les une inesperadamente con el Doctor Doom que quería asegurarse de que la posesión demoníaca que afectó a Madame Máscara no haya afectado a Stark o Amara. Stark le muestra a Mary Jane la demostración sobre las personas con las que trabajará. Son interrumpidos por Viernes, quien le dice a Tony que War Machine está desaparecido. Antes de ir a Tokio, Tony recibe de Mary Jane el número de emergencia de Peter Parker. En Tokio, Spider-Man se pone en contacto con Iron Man en la última ubicación conocida de War Machine mientras lo observan los ninjas.
Durante la historia de la Segunda Guerra Civil, Iron Man protesta por la lógica de usar poderes precognitivos para detener futuros crímenes después de que el recién descubierto inhumano Ulysses, predijera el ataque de Thanos al Proyecto Pegaso. Tres semanas después, Iron Man es convocado al Triskelion después de que War Machine muere en batalla contra Thanos. Cuando Iron Man se entera de que War Machine y los Ultimates utilizaron el poder de Ulises para emboscar a Thanos, se compromete a evitar que alguien vuelva a usar ese poder. Iron Man se infiltra en New Attilan y se va con Ulysses. En la Torre Stark, Iron Man jura descubrir cómo funciona la precognición de Ulysses. Los Inhumanos atacan la Torre Stark, pero son detenidos por los Vengadores, los Ultimates, y S.H.I.E.L.D. Durante la confrontación, Ulysses tiene otra visión que proyecta a Iron Man y a todos los presentes, mostrando a Hulk furioso sobre los cadáveres de los superhéroes derrotados. Los héroes se enfrentan a Banner, quien es asesinado por Hawkeye. Barton afirma que Banner estaba a punto de transformarse y Banner le había pedido previamente a Hawkeye que lo matara si debía regresar a Hulk. Tony está disgustado por este uso del poder de Ulysses. Cuando se completa su análisis del cerebro de Ulysses, Tony revela que Ulysses no ve realmente el futuro, pero simplemente reúne grandes cantidades de datos para proyectar resultados probables. Mientras Danvers continúa usando las visiones como recurso, Tony se opone al concepto de perfilar a las personas. Esto se traduce en un enfrentamiento cuando el lado de Tony secuestra a una mujer bajo custodia después de que las visiones de Ulysses la identificaron como una agente HYDRA de cobertura profunda, a pesar de la falta de evidencia de apoyo.
Iron Man se entera de que su madre biológica era en realidad Amanda Armstrong, quien lo había entregado en adopción. S.H.I.E.L.D. tuvo el bebé de Armstrong adoptado por Howard y María Stark.

#### Marvel NOW! 2016
En julio de 2016, se anunció que Tony Stark entregaría el manto de Iron Man a una niña de 15 años llamada Riri Williams. Riri es una estudiante del MIT que construyó su propio traje de Iron Man a partir de pedazos de chatarra y, como tal, atrajo la atención de Stark. Las primeras representaciones del traje de Williams lo representan sin el Reactor Ark, pero no queda clara la fuente de energía del traje. Otra serie basada en Iron Man titulada Infamous Iron Man debutó con el Doctor Doom luciendo su versión de la armadura Iron Man. Esto se revela como el resultado de lesiones graves sufridas por Stark durante su confrontación final con el Capitán Marvel. La paliza de Danvers deja a Stark en coma, pero lo dejan vivo debido a experimentos no especificados que Stark ha llevado a cabo sobre sí mismo a lo largo de los años.

#### Existiendo como una I.A.
Luego de la revelación que Stark experimentó consigo mismo al final de la Segunda Guerra Civil, Beast concluye que la única opción es dejar que los experimentos hagan su trabajo de curar a Tony y recuperarse por sí solo. En Invincible Iron Man # 1, un empleado de Stark envía a Riri Williams una inteligencia artificial que contiene una copia de la conciencia de Tony Stark para ayudarla a controlar y ser mentora en su propia versión de la armadura de Iron Man. Esta I.A. se copia directamente del cerebro de Tony, lo que le otorga sensibilidad, y Williams comenta que Stark existe como un "tecno-fantasma". Como IA, Stark puede caminar como un objeto de luz dura y obtiene la capacidad de controlar a distancia su vasto arsenal de trajes de Iron Man. En Captain Marvel # 3, la I.A. de Tony Stark se dirige a la Antártida y visita al Capitán Marvel con la intención de resolver sus diferencias de la Segunda Guerra Civil, ella se disculpa con él por su pesar, se reconcilia con él y eventualmente se vuelven aliados una vez más. Luego en Imperio Secreto, la I.A. de Tony Stark se viste como Iron Man una vez más y se entera de la traición del Capitán América a Hydra y de cómo terminó así. A medida que Hydra se afianza en América, la I.A. de Tony Stark A.I. dirige un equipo conocido como Bajo Tierra para encontrar los Cubos Cósmicos para restaurar a Rogers a su estado normal. Cuando las cosas comienzan a complicarse, Tony y su equipo se vuelven locos y buscan respuestas para el Cubo. Mientras Iron Man y el Metro los buscan, son interceptados por el Capitán América y su equipo Hydra. Cuando ambos equipos se encuentran, son capturados por el híbrido Ultron / Hank Pym, que obliga a ambos equipos a sentarse a la mesa. Durante la "cena", Ultron revela información sobre los Vengadores de la Hidra, como Odinson trabajando con Hidra para reclamar a Mjolnir, la Bruja Escarlata que está siendo poseída por Chthon y la Visión que se ve afectada por un virus A.I. Ultron argumenta que está haciendo esto porque los Vengadores se han convertido en menos de una familia con el paso de los años, ya que muchos de ellos obedecen al Capitán América o Iron Man, a pesar de la experiencia pasada que confirma que no siempre es una buena idea, pero Tony responde que la única razón por la que el equipo fracasó como familia fue por el abuso de Hank hacia Avispa. Enfurecido, Ultron está a punto de matar a todos, pero Ant-Man puede calmarlo argumentando que Hank sigue siendo su propia inspiración. Ultron permite que el Bajo Tierra se vaya con el fragmento, argumentando que ninguna de las partes debería tener una ventaja sobre la otra. De vuelta en América, Hydra Supremo ha puesto a Namor en una posición en la que se verá obligado a firmar un tratado de paz que le da a Rogers acceso al fragmento del Cubo Cósmico en la Atlántida, pero Hydra Supremo dice que no está preocupado por quién va a adquirir los fragmentos, como él tiene un hombre interior en el metro. Después de que el Monte fuera atacado por Thor y Hulk resucitado liderado por Hydra, el Bajo Tierra evacuó a los civiles gracias a Hawkeye y el resto de los héroes. El Capitán América y Iron Man luchan mientras el Monte se derrumba a su alrededor. El Tony Stark A.I., inicia el "Protocolo de pizarra limpia" de Monte, y explota Monte, matando a Madame Hydra, luego se disculpa con Steve Rogers por sus diferencias pasadas, pero la I.A sobrevive y, en consecuencia, ayuda a los héroes a juntar las piezas de Hydra para derribarlas. Cuando Iron Man se enfrenta a Hydra Supremo, él y los otros héroes son fácilmente vencidos por él y observan cómo el Capitán América original se derrota a sí mismo y celebra su victoria.

#### Marvel Legacy
Mary Jane Watson y otros empleados de Stark descubren que el cuerpo de Stark se ha desvanecido por completo de su cápsula, a pesar de que las pruebas realizadas hace apenas unas horas no muestran signos de mejoría o actividad cerebral.

#### De vuelta a la vida.
Tony vuelve a la vida por experimentos que se hizo a sí mismo. También regreso a la vida a Rhodey pero se mantuvo oculto, después de esto vuelve a ser vengador dorado.

## Poderes, habilidades y equipamiento

### Armadura
Iron Man posee una armadura motorizada que le brinda fuerza y resistencia sobrehumanas, le permite volar y le concede acceso a una gran variedad de armas. La armadura es inventada y usada por Stark (con excepciones breves de usuarios ocasionales). Otras personas que han asumido la identidad de Iron Man incluyen al socio de Stark y al mejor amigo James Rhodes; asociados cercanos Harold "Happy" Hogan; Eddie March; (brevemente) Michael O'Brien y Riri Williams.
Los sistemas de armas del traje han cambiado con los años, pero conservando las armas estándar de Iron Man: los rayos repulsores que se disparan desde las palmas de sus guanteletes. Otras armas incorporadas en varias encarnaciones de la armadura incluyen: el proyector de haz único en su pecho; pernos de pulso (que acumulan energía cinética en el camino; por lo tanto, mientras más lejos viajan, más fuerte golpean); un generador de impulsos electromagnéticos; y un escudo de energía defensivo que puede extenderse hasta 360 grados. Otras capacidades incluyen: generar ultra-freón (es decir, un haz de congelación); creando y manipulando campos magnéticos; emisión de explosiones sonoras; y proyectando hologramas tridimensionales (para crear señuelos).
Además del modelo de uso general que usa, Stark ha desarrollado varios trajes especializados para viajes espaciales, buceo en aguas profundas, sigilo, y otros propósitos especiales. Stark ha modificado trajes, como la armadura pesada de Hulkbuster. La armadura Hulkbuster está compuesta de complementos a su llamada armadura modular, diseñada para aumentar su fuerza y durabilidad lo suficiente como para involucrar a Hulk en una pelea. Un modelo posterior, creado con la ayuda de Odín y el uru de metal asgardiano, es similar al Destructor. Stark desarrolla un paquete de electrónica durante las Guerras de armaduras que, cuando está unido a armaduras que usan tecnologías de Stark, quemará esos componentes, haciendo que el traje sea inútil. Este paquete no es efectivo en los modelos posteriores. Si bien se asocia típicamente con James Rhodes, la armadura de Máquina de Guerra comenzó como una de las armaduras especiales de Stark.
Los modelos más recientes de la armadura de Stark, que comienzan con la armadura Extremis, ahora están almacenados en las partes huecas de los huesos de Stark, y el implemento de red de área personal que se usa para controlarla se implanta en su antebrazo y se conecta directamente a su sistema nervioso central.
El Extremis ya se ha eliminado, y ahora usa armaduras más convencionales. Algunas armaduras todavía toman una forma líquida, pero no están almacenadas dentro de su cuerpo. Su armadura Endo-Sym incorpora una combinación del metal inteligente líquido con el simbionte alienígena Venom, controlado de manera psiónica por Stark.
Después de las Guerras Secretas, Stark usa una armadura más aerodinámica que prácticamente puede "transformarse" en otras armaduras o armas.

### Poder
Después de ser gravemente herido durante una batalla con el Mallen mejorado con Extremis, Stark inyecta su sistema nervioso con máquinas de reestructuración del cuerpo similares a virus tecno-orgánicas modificadas (el proceso Extremis). Al reescribir su propia biología, Stark es capaz de salvar su vida, obtener un factor de curación mejorado, y se fusiona parcialmente con la armadura de Iron Man, superando la necesidad de armaduras voluminosas controladas por la IA en favor de diseños más ligeros, tecnopáticamente controlados por su propio cerebro. Su tecnología mejorada se extiende a cada pieza de tecnología, ilimitada y sin esfuerzo debido a su capacidad para interactuar con satélites de comunicación y conexiones inalámbricas para aumentar su "rango". Algunos componentes de la funda de la armadura ahora se almacenan en el cuerpo de Tony, se pueden retirar y sacar de su propia piel, a voluntad.
Durante la historia de "Invasión Secreta", el paquete Extremis se cierra catastróficamente por un virus, lo que lo obliga nuevamente a confiar en la iteración anterior de su armadura y le restaura sus limitaciones anteriores. Además, la toma de Osborn de la mayoría de las pocas fábricas de Starktech restantes, con Ezekiel Stane paralizando sistemáticamente a las otras, limita a Tony al uso de armaduras menores, mayores y más débiles.
Después de ser obligado a "destruir" su cerebro para evitar que Norman Osborn obtenga su información, Tony Stark se ve obligado a tener un nuevo reactor de arco, con un diseño de Rand instalado en su pecho. El proceso mejora en gran medida su fuerza, resistencia e intelecto. El procedimiento lo dejó prácticamente sin funciones autónomas: a medida que su cerebro fue despojado de todas las funciones biológicas, Tony se ve obligado a confiar en una copia de seguridad digital de sus recuerdos (dejándolo con graves brechas y fallas en su memoria a largo plazo) y en el software Rutina en el reactor de arco para reacción de estímulos básicos, como parpadeo y respiración. El paquete Bleeding Edge de armadura y mejora física ahora tiene la misma potencia, si no una versión más avanzada, de la antigua tecnología Extremis.

### Habilidades
Tony Stark es un genio inventivo cuya experiencia en los campos de las matemáticas, la física, la química y la informática compite con la de Reed Richards, Hank Pym y Bruce Banner, y su experiencia en ingeniería eléctrica e ingeniería mecánica supera a la de ellos. Es considerado como uno de los personajes más inteligentes del Universo Marvel. Se graduó con títulos avanzados en física e ingeniería a la edad de 17 años en el Instituto de Tecnología de Massachusetts (MIT) y desarrolló más sus conocimientos que van desde la Inteligencia artificial a la mecánica cuántica a medida que avanzaba el tiempo. Su experiencia se extiende a su ingenio para enfrentar situaciones difíciles, como enemigos difíciles y trampas mortales, en las que es capaz de usar las herramientas disponibles, incluido su traje, de manera poco ortodoxa pero efectiva. Es muy respetado en el mundo de los negocios, capaz de captar la atención de la gente cuando habla sobre asuntos económicos, y con el paso de los años ha creado varias empresas multimillonarias prácticamente sin nada. Se destaca por la lealtad que manda y devuelve a quienes trabajan para él, así como por su ética empresarial. Así, inmediatamente despidió a un empleado que hizo ventas rentables, pero ilegales, al Doctor Doom. Se esfuerza por ser ambientalmente responsable en sus negocios.
En un momento en que Stark fue incapaz de usar su armadura por un período, recibió algo de entrenamiento de combate del Capitán América y se ha vuelto formidable físicamente por su cuenta cuando la situación lo exige. Además, Stark posee una gran visión para los negocios y la política. En múltiples ocasiones, retomó el control de sus compañías después de perderlas en medio de adquisiciones corporativas.
Debido a su membresía en los Illuminati, Iron Man recibió la Gema del Infinito del Espacio para protegerla. Permite al usuario existir en cualquier ubicación (o en todas las ubicaciones), mover cualquier objeto en cualquier lugar del universo y deformar o reorganizar el espacio.

## Enemigos de Iron Man
- Advanced Idea Mechanics o I.M.A.: es una organización terrorista, ex-subdivisión de la organización Hydra, comúnmente liderada por el cyborg MODOK. Conocida también como I.M.A. Ideas Mecánicas Avanzadas, del inglés Advanced Idea Mechanics.
- Aldrich Killian: científico que desarrolló el virus Extremis junto con Maya Hansen.
- Fin Fang Foom: Dragón Alienígena del planeta Maklu IV.
- Immortus: Futura versión de Kang el Conquistador. Viajero del tiempo. Fue el responsable de la manipulación sobre Iron Man, obligándolo a realizar todo tipo de delitos (incluyendo asesinatos) durante la polémica serie "La travesía".
- Iron Monger: Un ejecutivo financiero cuyo nombre real es Obadiah Stane. Se apoderó de Stark Enterprise luego de manipular las emociones de Stark. Se le conoce también como el Quincallero.
- Justin Hammer: Hombre de negocios y rival de Antony. Ha contratado a múltiples villanos para destruir Stark Enterprise. Su hija es Justine Hammer, que además es una supervillana.
- M.O.D.O.K.: Científico de A.I.M. genéticamente alterado dotado con una inteligencia superior (Mental Organism Designed Only for Killing u Organismo Inteligente Diseñado Exclusivamente para Matar)
- Mandarín: Se le considera uno de los mayores enemigos de Iron Man y su principal némesis. El Mandarín es un monje y científico chino. Sus poderes provienen de los diez anillos de poder que recuperó de una nave espacial y de sus conocimientos acerca de las artes marciales.
- Mordecai Midas: Multimillonario griego.
- Spymaster: Mercenario y físico especializado.
- Boris Bullski/Titanium Man I: También conocido como el primer Titanium Man nació en Makeyevka, RSS Ucrania, Unión Soviética. De acuerdo con la Viuda Negra, era un miembro de la KGB cuando era joven, y fue su instructor de combate por un tiempo. Un oficial ambicioso del Partido Comunista de la Unión Soviética, Boris Bullski fue degradado después de disgustar a sus superiores.
- Kondrati Topalov/Titanium Man II: El segundo Hombre de Titanio fue Kondrati Topalov, el mutante antes conocido como Gremlin, y sirvió con el grupo de superhéroes de la era soviética, los Súper Soldados Soviéticos. El Gremlin fue asesinado en combate con Iron Man durante la primera "Armor Wars" cuando el titanio en el traje superó su temperatura combustible.
- Roxxon: Compañía armamentista rusa, creó el traje Crimson Dynamo.
- Dr. Doom: Si bien este es enemigo de los 4 Fantásticos, también ha sido un poderoso y gran enemigo de Iron Man.
- Crimson Dynamo
- Whiplash: Conocido como Ivan Vanko es un enemigo proveniente de Rusia que utiliza unos látigos eléctricos
- Eric Savin: Antiguo Marine de los Estados Unidos y convertido en un Cyborg Mercenario con el nombre de Coldblood
- Thanos: del planeta Titán. Intentará hacerse con todas las Gemas del Infinito para controlar el universo.
- Loki: Dios del engaño y hermano de Thor. Se enfrentará a Iron Man cuando intente conquistar la tierra.
- Madame Máscara
- Conde Nefaria
- Láser Viviente
- Tecnívoro
- Fantasma

## Otras versiones

### Ultimate Iron Man
Stark tiene un inoperable tumor cerebral, y como resultado, decide hacer algo importante antes de morir, por lo que utiliza su armadura de Iron Man para tomar parte y corregir los errores que hay en el mundo. Stark es representado como un alcohólico, justo como lo era su contraparte clásica. Durante la segunda serie, Stark se compromete en matrimonio con la Viuda Negra, dándole a ella una armadura de color negro como un regalo de bodas. En su propia serie limitada (no canónica) se muestra que Tony es susceptible al alcohol debido a que su tejido cerebral se extiende hacia muchas partes de su cuerpo (lo que explica su avanzada inteligencia).[cita requerida]

### Bullet Points
En la serie limitada Bullet Points la armadura de Iron Man la lleva Steve Rogers después del que Doctor Erskine fuera asesinado un día antes de inyectar la fórmula super soldado a Rogers por lo que el gobierno empieza un nuevo proyecto llamado Iron Man a la que Steve tiene que ser sometido a una peligrosa cirugía que le mantendrá unido para siempre a la armadura.

## Adaptaciones en otros medios

### Televisión

#### 1960
Iron Man realizó su primera aparición en televisión en la serie Marvel Super Héroes, como uno de los cinco superhéroes principales y fue interpretado por John Vernon.

#### 1980
- En 1981, Iron Man apareció como invitado en la serie animada Spider-Man y sus Sorprendentes Amigos,[107] para la cual William Marshall prestó su voz. Hizo apariciones extraordinarias a lo largo de la serie, principalmente en "El origen de los amigos araña", en la que Tony Stark es un personaje central.[106] El Escarabajo robó una computadora de detección de delitos y el Power Booster inventado por Tony Stark para aumentar su poder. Fue el primer villano que los Spider-Friends enfrentaron juntos en ese episodio de origen. En agradecimiento por la ayuda de los Spider-Friends contra el Escarabajo, Stark les proporcionó la tecnología de detección del crimen utilizada por los héroes en toda la serie.
- Iron Man hizo algunas apariciones con el resto de los Vengadores en el solo Spider-Man de 1981, en un dibujo animado en el universo en el episodio "Arsenic and Aunt May", y como traje en una tienda de disfraces en el episodio "La captura del Capitán América".[106]
- Una serie de Iron Man TV fue uno de varios lanzamientos en la década de 1980 y un piloto sin aire fue producido en 1980.[108]

#### 1990
- Para finales de 1994, se estrenó una nueva serie animada titulada Iron Man en la que este superhéroe fue el personaje principal, con la voz de Robert Hays. En la serie, Iron Man formaba parte del grupo Force Works (Fuerza de Choque), conformado por Century, War Machine, la Bruja Escarlata, Hawkeye en lugar del U.S. Agent y Spider-Woman.[106] El origen de Iron Man fue modificado, en lugar del daño que afectó su corazón, múltiples astillas hirieron su columna vertebral lo que amenazaba con dejarlo paralítico. Además, Stark y Yinsen, no son capturados por el general Wong Chu sino por El Mandarín, al que los anillos modificaron, dándole super fuerza y una piel de color verde. El Mandarín es el líder de un grupo de supervillanos, entre los que destacan M.O.D.O.K., Justin Hammer, Gárgola Gris, Torbellino y otros. En la segunda temporada la temática de la serie fue modificada para acercarse más a los cómics, el Mandarín es derrotado, MODOK huye, y sus secuaces son enviados a prisión, para derrotar a Fing Fang Foom Tony Stark finge su propia muerte sin avisar al resto de la Force Works, debido a lo cual el grupo se disuelve, quedándose únicamente James Rodhes y Julia Carpenter (pero teniendo un desempeño similar al de Pepper Potts en los cómics). Al estar Iron Man solo, la trama se desenvuelve más como en los cómics, incluso presentándose situaciones propias de los mismos, abarcando temas como la fobia que le da a Jim Rhodes al punto no querer ponerse más su traje de Máquina de Guerra, o el manejar conflictos emocionales, como cuando Tony Stark llega a creer que su padre estaba vivo, siendo éste en realidad un clon. Aparecen más villanos como Madame Masque, Crimson Dynamo, Firebrand, Titanium Man, incluso aparecen más personajes como Nick Fury y Hulk. Incluso llegan a olvidarse del origen de Iron Man presentado en la anterior temporada, poniendo en esta su mal del corazón y que la Armadura lo mantenía con vida, tal como en los cómics. A pesar de esto la serie fue cancelada por baja audiencia en 1996 luego de dos temporadas.
- Iron Man hizo un cameo no hablado en algunos episodios de la serie de televisión Fantastic Four de 1994.
- Iron Man apareció en las dos partes con episodios de Venom y Carnage de mediados de la década de 1990 y episodios del capítulo Secret Wars de la serie de televisión Spider-Man de 1994.[109] Robert Hays expresó el personaje.
- Robert Hays repitió Iron Man nuevamente en una aparición especial en la serie animada de 1996 The Incredible Hulk en el episodio 4: "Helping Hand, Iron Fist".[109]
- En la serie de 13 episodios de 1999, The Avengers: United They Stand, Francis Diakowsky expresó a Iron Man.[109] Ayuda a los Vengadores a frustrar el plan del Zodiaco para enviar un satélite radioactivo a la Tierra. Al igual que el Capitán América y Thor, Iron Man no podía ser utilizado como miembro de pleno derecho.

#### 2000
- En 2007, Iron Man apareció en el episodio 22 de Los Cuatro Fantásticos: Los Grandes Héroes del Mundo, "Shell Games", con la voz de David Kaye.
- En 2009, Iron Man protagonizó Iron Man: Armored Adventures con Adrian Petriw expresando el personaje titular.[110]
- A partir de 2009, Iron Man apareció en The Super Hero Squad Show con la voz de Tom Kenny.

#### 2010
- Iron Man hizo su nueva aparición en Los Vengadores: Los héroes más poderosos del planeta como protagonista, con la voz de Eric Loomis.[111] Al igual que en los cómics, es uno de los miembros fundadores del equipo y les proporciona la Mansión de los Vengadores, así como toda la tecnología del equipo, incluidas las tarjetas de identificación especiales y Quinjets. Este Iron Man incluye los elementos del canon de cómics y algunos elementos de la reciente serie de películas de Iron Man, incluido el Arc Reactor en su pecho, así como su armadura dirigida por JARVIS AI, en oposición al sistema HOMER en los cómics. Se desempeña como líder del equipo y se ve en los créditos de apertura que monitorean las actividades del equipo en varias pantallas de visualización.
- Como parte de una colaboración para producir cuatro series entre la casa de animación japonesa Madhouse y Marvel, Iron Man protagonizó una serie de anime de 12 episodios que se estrenó en Japón por la señal Animax en octubre de 2010 y se muestra en G4 en los Estados Unidos.[112] Concluyó con Animax después de ejecutar una docena de episodios completos el 17 de diciembre de 2010. Lo expresan Keiji Fujiwara en japonés y Adrian Pasdar en inglés. Además, aparece en un cameo no hablado en el episodio final de Marvel Anime: X-Men

- Iron Man aparece también en la serie de Ultimate Spider-Man (2012) con Pasdar repitiendo su papel, en cada episodio:
  - En la primera temporada como: "Un Gran Poder", se le muestra tratando de dominar su traje. En "El Vuelo de la Araña de Hierro", le hace a Spider-Man un traje de Araña de Hierro donde él y el equipo enfrentan al Láser Viviente. El episodio hace varias referencias a su personaje de playboy. Su fondo parece idéntico al canon, con el primer traje construido para escapar del cautiverio. Una versión alternativa de él se muestra brevemente al final, cuando el Láser Viviente termina en la realidad de Super Hero Squad. En "El Pulpo de Hierro", descubre al Doctor Octopus que hackeó sus armaduras para atacar a Norman Osborn
  - En la segunda temporada como: "Enjambre", cuando despide a su trabajador Michael Tan, que se ha convertido en Enjambre con uno de los aracno-rastreadores de Spider-Man, en "Deadpool Regresa", aparece de cameo cuando una de sus naves desaparece y ve "I.O.U" al no saberlo, y "Ataque Inigualable", aparece de cameo final con Thor y el Capitán América para ofrecer a Spider-Man al unirse a los Vengadores.
  - En la tercera temporada como: "El Hombre Araña Vengador, Parte 1 y 2" aparece con los Vengadores al invitar a Spider-Man a su equipo, luego de que Loki y el Doctor Octopus causan estragos, en "El Univers-Araña, Parte 2", aparece como Iron Mouse, para traer a Spider-Ham de vuelta con los Vengadores y "Concurso de Campeones, Parte 1", al hacer equipo con Spider-Man y Hulk, equipo con el Coleccionista, de enfrentar a Kraven el Cazador, Molten Man y el Rey Wendigo, equipo del Gran Maestro, hasta ser derrotado por uno de ellos y en la "parte 4", sale de cameo siendo libre por Spider-Man.
  - En la cuarta temporada como: "Día de Graduación, Parte 1 y 2", asiste a la ceremonia de graduación en el Triskelion, al ver a Amadeus Cho siendo un fan y de tener su creación de la Araña de Hierro para contratarlo en Industrias Stark y que las dirija, mientras que Tony ayuda a los Vengadores en el futuro o si algo le pasara a él, luego de ser atrapado con los otros en un campo de fuerza de concentración de Ock, hasta ser liberado por Spider-Man, y lleva a Ock lejos, pero que fue cooperado por Spider-Man en ayudar.

- Iron Man aparece en Lego Marvel Super Heroes: Maximum Overload, una vez más con la voz de Adrian Pasdar.
- Iron Man aparece también en Hulk and the Agents of S.M.A.S.H. una vez más expresado por Pasdar,[113] en cada episodio:
  - En la primera temporada como "Cazadores de Hulks", cuando sus armaduras Anti-Hulks (para cada uno como a Hulk, She-Hulk, Skaar, Hulk Rojo y A-Bomb) son controladas por el Líder.
  - En la segunda temporada como "Guardianes de la Galaxia", aparece solo como un Skrull al atraer a los Hulks hacia una trampa, en "Furia en Ruedas" aparece cuando Mainframe desafía a él y a los Hulks en un juego por el destino de la Tierra y "Planeta Monstruo, Parte 1 y 2" con Thor y el Capitán América se unen a los Hulks para evitar que los Kree destruyan la Tierra y cuentan con otros héroes.

- También aparece en Phineas & Ferb: Mission Marvel (2013),[114] con Pasdar repitiendo su papel.[115]
- Iron Man aparece también en la serie Guardianes de la Galaxia, expresado nuevamente por Mick Wingert: 
  - En la segunda temporada, episodio "Sobreviviendo", cuando él y los Vengadores atacan a los Guardianes de la Galaxia en robar un asteroide de su sede, y unen fuerzas para detener un satélite fuera de control. En el episodio, "La Roca de la Evolución", se unen para detener al Alto Evolucionador que usará el asteroide de Thanos contra la Tierra.
  - En la tercera temporada, episodio, "De Vuelta al Ritmo de Nueva York", Iron Man queda inconsciente debido el ataque del simbionte dentro del asteroide de Thanos, y a punto de explotar su reactor ARK, Ant-Man se encoge para ayudarlo.

- Iron Man aparece en la serie animada Avengers Assemble, expresada una vez más por Pasdar. Se suponía que Mick Wingert se haría cargo del papel en la temporada 3, pero en cambio Pasdar lo mantuvo. Wingert finalmente asumió el papel en la temporada 4, donde se ausenta, pero regresará.[116][117]
- La versión de Marvel Cinematic Universe de Iron Man aparece brevemente a través de imágenes de archivo en el episodio piloto de Agents of S.H.I.E.L.D. mientras Skye describe el conocimiento público de los superhumanos.
- El presidente de Disney Channel Worldwide, Gary Marsh, anunció que se está desarrollando una nueva serie de Iron Man.[118]
- Iron Man aparece en la serie de anime Marvel Disk Wars: The Avengers.[119]
- Iron Man aparece en el especial de televisión Lego Marvel Super Heroes: Avengers Reenssembled, con la voz de Mick Wingert.[120]
- Iron Man aparece en Spider-Man (2017) otra vez con la voz de Mick Wingert. Él apareció brevemente en el episodio "Stark Expo", donde Peter Parker asiste a la Expo mientras Spider-Man lo confunde con un intruso, y finalmente se une a Spider-Man para derrotar al Fantasma.

### Películas

#### Animación
- En la película Next Avengers: Heroes of Tomorrow, Tony Stark se hizo cargo de cuidar a los hijos de los Vengadores de las garras de Ultron.

- Iron Man forma parte de los Vengadores en la película animada: Ultimate Avengers y su secuela Ultimate Avengers 2, producidas por Marvel Entertainment y Lions Gate Films, basadas en el universo Ultimate.

- En enero de 2007, se lanzó un film animado en el que Iron Man fue el personaje principal, El Invencible Iron Man.

- Iron Man: Rise of Technovore es una película de anime directa para video que Marvel estrenó en Blu-ray y DVD el 16 de abril de 2013 en Estados Unidos. Fue producida por Madhouse en colaboración con Marvel, al igual que la miniserie de Marvel Anime. La película de animación japonesa está escrita por Brandon Auman y dirigida por Hiroshi Hamasaki, mientras que Matthew Mercer expresó la voz del personaje. La historia gira en torno a Iron Man mientras lucha contra Ezekiel Stane, quien ha desarrollado una nueva biotecnología que amenaza con destruir a la humanidad.[121]

- Iron Man apareció junto con Hawkeye, Thor, Capitana Marvel, y Máquina de Guerra al final de Avengers Confidential: Black Widow & Punisher, la segunda película de anime directa para video y spin-off de Iron Man: Rise of Technovore. Mercer regresó para expresar la voz del personaje.[122]

- Iron Man apareció a modo de cameo en la película Ralph Breaks the Internet de Walt Disney Animation Studios, apareciendo en el sitio web OhMyDisney.com durante la escena en la que Vanellope intenta escapar de los Stormtroopers.

#### Marvel Cinematic Universe
Anthony Edward "Tony" Stark es un personaje interpretado por Robert Downey Jr. en la franquicia cinematográfica Marvel Cinematic Universe (MCU), basado en el personaje de Marvel Comics del mismo nombre y conocido comúnmente por su alter ego, Iron Man. En las películas, Tony Stark es un industrial, un genio inventor y un playboy consumado que es el CEO de Industrias Stark. Al comienzo de la serie, es un fabricante principal de armas para el ejército de EE. UU., hasta que cambia de corazón y redirige su conocimiento técnico hacia la creación de un exoesqueleto con motor, traje de armadura que usa para defenderse de aquellos que amenazan la paz en todo el mundo.

##### Iron Man
Iron Man saltó a la pantalla grande en el año 2008 en Iron Man, dirigida por Jon Favreau. Su infancia se caracterizó por una relación fría y carente de afecto con su padre, quien ya era famoso como inventor y empresario. También era un niño prodigio, se graduó de MIT, summa cum laude, a la edad de 17 años. Los padres de Stark murieron en un accidente automovilístico, el 16 de diciembre de 1991, y Stark heredó la compañía de su padre, convirtiéndose en CEO de Industrias Stark. Con el paso de los años, se hizo famoso como diseñador e inventor de armas, y vivió un estilo de vida playboy.
En 2008, Stark viaja a Afganistán, devastado por la guerra, con su amigo y enlace militar, el teniente coronel James Rhodes, para demostrar el nuevo misil "Jericho" de Stark. Después de la prueba de dicho misil ante militares norteamericanos, el convoy es emboscado y Stark es herido de gravedad y encarcelado por un grupo terrorista, los Diez Anillos. Su compañero cautivo Ho Yinsen, un médico, implanta un electroimán en el pecho de Stark para evitar que los fragmentos de metralla alcancen su corazón y lo maten. El líder de los Diez Anillos, Raza, ofrece a Stark la libertad a cambio de construir un misil Jericho, pero Tony y Yinsen están de acuerdo en que Raza no cumplirá su palabra. Stark y Yinsen construyen en secreto un generador eléctrico pequeño y poderoso llamado reactor ARK para alimentar el electroimán de Stark y un traje de armadura motorizada. Cuando los Diez Anillos atacan el taller, Yinsen se sacrifica para desviarlos mientras se completa el traje. Un acorazado Stark sale de la cueva para encontrar al moribundo Yinsen, luego quema las armas de los Diez Anillos con ira y se va volando, estrellándose en el desierto. Rescatado por Rhodes, Stark regresa a casa para anunciar que su compañía ya no fabricará armas. Obadiah Stane, el antiguo socio de su padre y el gerente de la compañía, advierte a Tony que esto puede arruinar a Industrias Stark y al legado de su padre. Con la ayuda de su computadora J.A.R.V.I.S., Stark construye secretamente una versión más elegante y poderosa de su improvisado traje de armadura con un reactor ARK más potente.
En un evento de caridad de Industrias Stark, la periodista Christine Everhart informa a Tony que los Diez Anillos estaban utilizando las armas de su compañía para atacar a la aldea natal de Yinsen, Gulmira. Stark se entera de que Stane ha estado traficando armas a delincuentes de todo el mundo y está organizando un golpe de Estado para reemplazarlo como CEO de Industrias Stark. Tony, en su nueva armadura, vuela a Afganistán y salva a los aldeanos. Volando a casa, Stark recibe un disparo de dos aviones de combate F-22 Raptor, lo que lo obliga a llamar a Rhodes y revelar su identidad secreta. Stane adquiere los restos del prototipo de Stark de los Diez Anillos y tiene un nuevo y masivo traje de ingeniería inversa. Los científicos de Stane no pueden duplicar el reactor ARK miniaturizado de Tony, por lo que Stane embosca a Stark en su casa y toma el de su pecho, revelando que Stane fue responsable del cautiverio de Stark. Tony logra llegar a su reactor original para reemplazarlo, y derrota a Stane. Al día siguiente, en una conferencia de prensa, Stark desafía las sugerencias de S.H.I.E.L.D. y admite públicamente que es el superhéroe al que la prensa apodó "Iron Man". En la escena poscréditos, dos años más tarde, el director de S.H.I.E.L.D., Nick Fury, visita a Stark en su casa, le dice que Iron Man no es "el único superhéroe del mundo" y le explica que quiere hablar sobre la "Iniciativa Vengadores".
El film fue un gran éxito. Recibió en su mayoría críticas positivas, y en una encuesta del sitio web Rotten Tomatoes fue votada como la segunda mejor película de su género. En total recaudó $585,174,222 mundialmente.

##### The Incredible Hulk
Robert volvió a interpretar a Tony Stark ese mismo año (2008) en un cameo al final de créditos de The Incredible Hulk. Allí el general Thunderbolt Ross está en un bar, cuando Tony llega y le dice que "el equipo se está formando".

##### Iron Man 2
La secuela, Iron Man 2 fue estrenada en 2010, también dirigida por Favreau.
En Rusia, Ivan Vanko ve la cobertura en los medios de comunicación de la revelación de Tony Stark de su identidad como Iron Man, y comienza a construir su propio reactor ARK en miniatura. Seis meses después, Stark se ha convertido en una superestrella y usa su traje de Iron Man por medios pacíficos, resistiendo la presión del gobierno para vender sus diseños. Él reinstituye la Stark Expo para continuar con el legado de su padre, pero descubre que el núcleo de paladio en el reactor ARK que mantiene a Tony vivo y que alimenta la armadura, lo está envenenando lentamente. Cada vez más temerario y abatido por su muerte inminente, Stark nombra a Pepper Potts como CEO de Industrias Stark y contrata a la empleada de Natalie Rushman para que la reemplace como su asistente personal. Stark compite en el histórico Gran Premio de Mónaco, y es atacado a mitad de la carrera por Vanko, quien maneja látigos electrificados. Stark se pone su armadura Mark V y derrota a Vanko, pero el traje está severamente dañado. Vanko explica su intención de demostrarle al mundo que Iron Man no es invencible y cuando Stark lo visita en su calabozo se burla de éste por su envenenamiento con el paladio del reactor ARK. El rival de Tony, Justin Hammer, simula la muerte de Vanko mientras lo saca de la prisión y le pide que construya trajes blindados para subir al escenario de Stark. En su fiesta de cumpleaños, Stark se emborracha mientras usa el traje Mark IV. Rhodes usa la armadura prototipo Mark II de Stark y trata de contenerlo. La lucha termina en un punto muerto, por lo que Rhodes confisca el Mark II para la Fuerza Aérea de los Estados Unidos
Nick Fury revela a Tony que "Rushman" es la agente Natasha Romanoff, que Howard Stark fue un fundador de S.H.I.E.L.D. a quien Fury conocía personalmente, y que el padre de Vanko, Anton, inventó el reactor ARK con Howard Stark, pero trató de venderlo con fines de lucro. Howard Stark había deportado a Anton, y los soviéticos lo enviaron al gulag. Stark descubre un mensaje oculto en el diorama de la Stark Expo de 1974, un diagrama de la estructura de un nuevo elemento, que Stark sintetiza. Cuando se entera de que Vanko todavía está vivo, coloca el nuevo elemento en su reactor ARK y termina su dependencia de paladio. En la Expo, Hammer presenta los drones blindados de Vanko, dirigidos por Rhodes en una versión fuertemente apertrechada de la armadura Mark II. Stark llega a la armadura de Mark VI para advertir a Rhodes, pero Vanko remotamente toma el control de los drones y la armadura de Rhodes y ataca a Iron Man. Después de que Romanoff pueda devolver el control de la armadura Mark II a Rhodes, Stark y Rhodes juntos derrotan a Vanko y sus drones. En una reunión informativa, Fury informa a Stark que debido a su difícil personalidad, S.H.I.E.L.D. intenta usarlo solo como consultor y lo descalifica para la "Iniciativa Vengadores". Stark y Rhodes reciben medallas por su heroísmo.
La película finaliza con Tony iniciando una relación "semi-estable" con Pepper, y con Fury diciéndole que según los informes de la agente Romanoff, Iron Man es aceptado solo como asesor de S.H.I.E.L.D.

##### The Avengers
En película del 2012, varios meses después, en respuesta a un ataque del asgardiano Loki, el agente de S.H.I.E.L.D., Phil Coulson visita a Stark para que revise la investigación de Erik Selvig en el Teseracto. En Stuttgart, Stark, junto con el Capitán América (Steve Rogers) y Romanoff, se enfrentan a Loki, quien se rinde. Thor llega y libera a Loki, pero después de una confrontación con Stark y Rogers, acepta llevar a Loki al portaaviones volador de S.H.I.E.L.D., el Helicarrier, al trabajar con Bruce Banner / Hulk. Los Vengadores se dividen sobre cómo acercarse a Loki y la revelación de que S.H.I.E.L.D. planea aprovechar el Teseracto para desarrollar armas. Los agentes y Hawkeye, poseídos por Loki atacan el Helicarrier, y Loki escapa. Luego de enterarse de la muerte de Coulson, Stark y Rogers se dan cuenta de que Loki necesita vencerlos públicamente para validarse como gobernante de la Tierra. Loki usa el Teseracto para abrir un agujero de gusano sobre la Torre Stark en la ciudad de Nueva York y de ese agujero surge una flota invasora de chitauri desde el espacio. Stark y los demás se reúnen en defensa de la ciudad. Los superiores de Fury del Consejo de Seguridad Mundial intentan poner fin a la invasión lanzando un misil nuclear en Midtown Manhattan. Stark intercepta el misil, y en un aparente sacrificio de su propia vida, lo lleva a través del agujero de gusano hacia la flota chitauri. El misil detona, destruye la nave nodriza Chitauri e inhabilita sus fuerzas en la Tierra. El traje de Stark se queda sin poder, y cae a través del agujero de gusano, pero Hulk lo salva de estrellarse contra el suelo. Al final, después de que los Vengadores toman caminos separados, Stark y Pepper comienzan la remodelación de la torre.

##### Iron Man 3
Aquí ya no repite Favreau como director, le deja el cargo a Shane Black, que dirigirá esta Iron Man 3. Nos presentan un Tony Stark alterado con lo sucedido en The Avengers, con la pregunta: ¿es el hombre el que hace al traje o es el traje el que hace al hombre?.
En 1999 (antes de los sucesos de Iron Man), asistió a una conferencia en Berna, Suiza, donde conoció a los científicos Maya Hansen, inventora del tratamiento regenerativo experimental Extremis, y Aldrich Killian, rechazando una oferta para trabajar en Advanced Idea Mechanics de Killian. Hoy (después de The Avengers) Stark desarrolla TEPT a partir de sus experiencias durante la invasión alienígena, lo que resulta en ataques de pánico y ansiedad. Inquieto, construye varias docenas de trajes de Iron Man, creando fricción con su novia Pepper Potts. Cuando Happy Hogan está gravemente herido en uno de una serie de atentados con bombas por un terrorista conocido solo como el Mandarín, Stark emite una amenaza televisada para el Mandarín, que destruye la casa de Stark con helicópteros de combate. Maya Hansen, que vino a advertir a Stark, sobrevive al ataque junto con Potts. Stark se escapa en un traje de Iron Man, que J.A.R.V.I.S. pilotea a la zona rural de Tennessee, siguiendo un plan de vuelo de la investigación de Stark sobre el Mandarín. La armadura experimental de Stark carece de poder suficiente para regresar a California, y el mundo lo cree muerto.
Stark investiga los restos de una explosión local con las características de un ataque del Mandarín. Descubre que los "bombardeos" fueron provocados por soldados sometidos a Extremis de Hansen, y que las explosiones se atribuyeron falsamente a un plan terrorista para cubrir las fallas de Extremis. Stark rastrea el Mandarín a Miami e infiltra su cuartel general con armas improvisadas. Descubre que el Mandarín es en realidad un actor inglés llamado Trevor Slattery, ajeno a las acciones realizadas en su imagen; Killian, quien se apropió de la investigación de Hansen, Extremis como una cura para su propia discapacidad y amplió el programa para incluir a los veteranos de guerra heridos, es el verdadero Mandarín. Después de capturar a Stark, Killian le muestra a Potts (a quien había secuestrado) sometida a Extremis, con el fin de obtener la ayuda de Stark para corregir los defectos de Extremis y así salvar a Potts.
Stark se escapa y se reúne con Rhodes, descubriendo que Killian intenta atacar al presidente Ellis a bordo del Air Force One. Stark salva a los pasajeros y la tripulación, pero no puede evitar que Killian secuestre a Ellis y destruya el Air Force One. Killian tiene la intención de matar a Ellis en una plataforma petrolera con la televisión en vivo. En la plataforma, Stark va a salvar a Potts, mientras Rhodes salva al presidente. Stark convoca a sus trajes de Iron Man, controlados de forma remota por J.A.R.V.I.S., para proporcionar apoyo aéreo. Potts, después de haber sobrevivido al procedimiento Extremis, mata a Killian. Stark ordena a J.A.R.V.I.S. que destruya de forma remota todos los trajes de Iron Man como un signo de su devoción a Potts, y se somete a una cirugía para eliminar la metralla incrustada cerca de su corazón. Él lanza su obsoleto reactor Ark torácico al mar, meditando que siempre será Iron Man.

##### Avengers: La era de Ultrón
En la película del 2015, unos años más tarde, Stark y los Vengadores asaltan una instalación de Hydra en Sokovia comandada por el Barón Wolfgang von Strucker, quien ha estado experimentando con los hermanos Pietro y Wanda Maximoff usando el cetro que Loki llevaba previamente. Mientras el equipo lucha afuera, Stark ingresa al laboratorio para recuperar el cetro y lo encuentra, junto con las naves Chitauri de la batalla de Nueva York y androides en construcción. Wanda se cuela detrás de él y usa sus poderes de manipulación mental para darle una visión inquietante: el resto de los Vengadores muere o mueren en un mundo oscuro en el espacio, con el escudo del Capitán roto por la mitad en el suelo. Rogers le advierte que "podrías habernos salvado" antes de morir y sus palabras "¿Por qué no hiciste más?" se escuchan luego ve una gran flota de naves Chitauri volando hacia un portal gigantesco que conduce a la Tierra. Stark se despierta de la visión y agarra el cetro de Loki con firmeza.
Al regresar a la Torre Stark, Tony y Bruce Banner descubren una inteligencia artificial dentro de la gema del cetro, y deciden usarla en secreto para completar el programa de defensa global "Ultron" de Stark. El inesperadamente sensible Ultron elimina a J.A.R.V.I.S. de Stark y ataca a los Vengadores en la Torre Stark. Escapando con el cetro, Ultron construye un ejército de drones robot, mata a Strucker, recluta a los Maximoffs, que responsabilizan a Stark de las muertes de sus padres por las armas de su compañía. Los Vengadores encuentran y atacan a Ultron, pero Wanda somete a la mayoría del equipo con visiones perturbadoras y personalizadas, lo que hace que Banner se transforme en Hulk y arrastre hasta que Stark lo detiene con su armadura anti-Hulk.
Después de esconderse en una casa segura por un tiempo, Nick Fury llega y alienta a Stark y a los demás a que formen un plan para detener a Ultron, quien se descubrió que obligó a la amiga del equipo, la Dra. Helen Cho, a perfeccionar un nuevo cuerpo para él. Los Maximoff se vuelven contra Ultron cuando los poderes de Wanda revelan su plan para destruir a la humanidad. Rogers, Romanoff y Barton encuentran a Ultron y recuperan el cuerpo sintético, pero Ultron captura a Romanoff. Al regresar a su cuartel general en Nueva York, los Vengadores luchan entre ellos cuando Stark carga en secreto a J.A.R.V.I.S., que sigue operando después de esconderse de Ultron dentro de Internet, en el cuerpo sintético. Thor regresa para ayudar a activar el cuerpo, explicando que la gema en su frente, una de las seis Gemas del Infinito, los objetos más poderosos en existencia, era parte de su visión. Esta "Visión" (el cuerpo con la gema del infinito) y los Maximoffs acompañan a Stark y los Vengadores a Sokovia, donde Ultron ha utilizado el vibranium restante para construir una máquina para levantar parte de la ciudad capital hacia el cielo, con la intención de estrellarla en el suelo para causar la extinción global. Uno de los drones de Ultron es capaz de activar la máquina. La ciudad cae en picada, pero Stark y Thor sobrecargan la máquina y destruyen la masa de tierra. Los Vengadores dejan la ciudad de Nueva York para establecer una nueva base en la región Upstate del estado (en los terrenos de antiguos almacenes de la Stark Industries), y Stark deja el equipo en manos de Rogers y Romanoff.

##### Capitán América: Civil War
En la película de Capitán América: Civil War (2016), ocurre algunos meses después de la batalla de Sokovia, el Secretario de Estado de los Estados Unidos, Thaddeus Ross informa a los Vengadores que las Naciones Unidas (ONU) se están preparando para aprobar los Acuerdos de Sokovia, que establecerán la supervisión del equipo por parte de las Naciones Unidas. Los Vengadores están divididos: Stark apoya la supervisión debido a su papel en la creación de Ultron y la devastación de Sokovia, mientras que Rogers tiene más fe en su propio juicio que en el de un gobierno. Las circunstancias llevan a Rogers y al super-soldado Bucky Barnes (enmarcado por un ataque terrorista) a ser delincuentes, junto con Sam Wilson, Wanda Maximoff, Clint Barton y Scott Lang. Stark reúne a un equipo compuesto por Romanoff, T'Challa, Rhodes, Visión y Peter Parker para capturar a los renegados en el Aeropuerto de Leipzig/Halle, Rogers y Barnes logran escapar. Stark se entera de que Barnes fue enmarcado y convence a Wilson para que le dé el destino de Rogers. Sin informar a Ross, Stark va a las instalaciones de Hydra de Siberia y establece una tregua con Rogers y Barnes. Encuentran que los otros súper soldados han sido asesinados por Helmut Zemo, que reproduce imágenes que revelan a Barnes como el responsable directo de la muerte de los padres de Tony. Con esta revelación, Stark inmediatamente toma represalias contra ellos, especialmente contra Barnes incluso desmembrando el brazo robótico de este último cuando intentaba arrancar el Reactor Arc de la armadura Iron Man. Después de una intensa lucha, Rogers finalmente logra desactivar la armadura Iron Man de Stark y se va con Barnes, dejando atrás su escudo circular. Stark regresa a Nueva York para trabajar en aparatos ortopédicos para permitir que Rhodes vuelva a caminar. Steve Rogers envía una carta de disculpa y un teléfono plegable a Stark, su antiguo aliado y amigo, para mantenerse en contacto.

##### Spider-Man: Homecoming
En Spider-Man: Homecoming (2017) aparece como el mentor de Peter Parker / Spider-Man, dándole un traje diseñado por él.
Después de los sucesos de The Avengers, Adrian Toomes y su compañía de salvamento tienen un contrato para limpiar la ciudad, pero su operación es asumida por el Departamento de Control de Daños (DODC), una asociación entre Stark y el gobierno de los Estados Unidos. Un Toomes enfurecido persuade a sus empleados a mantener la tecnología Chitauri que ya han buscado para crear armas avanzadas. Peter Parker reanuda sus estudios secundarios cuando Stark le dice que aún no está listo para convertirse en un Vengador completo. Stark rescata a Parker de casi ahogarse después de un encuentro con Adrian Toomes como el Buitre. Stark advierte a Parker contra una mayor participación de los criminales. Otra arma de Toomes funciona mal durante una pelea con Parker y desgarra el Ferry de Staten Island a la mitad. Stark ayuda a Parker a salvar a los pasajeros antes de advertirle por su imprudencia y confiscar su traje. Parker se da cuenta de que Toomes planea secuestrar un avión del DODC que transporta armas desde la Torre Stark a la nueva sede del equipo. Después de que Parker frustra el plan y salva a Toomes de una explosión, Stark lo invita a convertirse en Vengador a tiempo completo, pero Parker se niega. Pepper emerge de una rueda de prensa llena, convocada para hacer el anuncio, y Stark decide aprovechar la oportunidad para proponer matrimonio a Pepper. Al final de la película, le devuelve el traje a Peter.

##### Avengers: Infinity War
Robert repite el papel de Iron Man en la tercera entrega de Avengers: Infinity War (2018). Stark y Pepper, ya casados, se encuentran en un parque de la ciudad de Nueva York discutiendo tener hijos, cuando Bruce Banner, quien desapareció después de la Batalla de Sokovia, aterriza en el Sanctum Sanctorum. Banner transmite una advertencia a Stephen Strange, Wong y Stark de que el malvado Titan Thanos planea usar las Gemas del Infinito para matar la mitad de la vida en el universo, por lo que los tres van a buscar a Stark. Los agentes de Thanos llegan para recuperar la Gema del Tiempo, lo que lleva a Strange, Stark, Wong y Peter Parker a enfrentarlos. Strange es capturado, y Stark y Parker persiguen la nave espacial que lo ha llevado y rescatan a Strange de la tortura, pero no pueden alterar el curso de la nave. El trío procede al planeta hogar de Thanos, Titán, donde se reúnen con miembros de los Guardianes de la Galaxia (Star-Lord, Drax y Mantis). Forman un plan para confrontar a Thanos y quitarle el Guantelete del Infinito, pero el plan acaba saliendo mal debido a la interferencia de Peter Quill cuando se entera de que Thanos asesinó a Gamora para obtener la Gema del Alma, por lo que Thanos logra liberarse del control y domina al grupo y empala a Stark con una daga de su armadura. Justo cuando Thanos se preparaba para acabar con Stark, un malherido Strange finalmente se rinde y le entrega la Gema del Tiempo a Thanos a cambio de la vida de Stark. Thanos toma la Gema y sale de Titán para la Tierra, recupera la Gema final y activa el Guantelete del Infinito. Stark y Nebula, varados en Titán, observan cómo Parker y los otros se convierten en polvo. Habiendo visto los posibles futuros resultantes del conflicto, Strange, antes de sucumbir, le dice a Stark que "no había otra manera".

##### Avengers: Endgame
Robert repite el papel de Iron Man en Avengers: Endgame (2019). Stark es rescatado 3 semanas después de estar varado junto con Nebula en el espacio exterior en la nave Milano I de Quill por Carol Danvers y regresó a la Tierra, donde él y Pepper se reúnen sanos y salvos, pero debido a su agonía de estar atrapado en el espacio exterior, este se comporta un poco imprudente con todo el equipo, especialmente con Rogers por los acontecimientos en Civil War, hasta que es sedado por Banner y no participa en el asalto contra Thanos. Cuando transcurren cinco años desde los acontecimientos del chasquido de Thanos, Stark se dedica a criar a una hija llamada Morgan junto con su esposa Pepper, llevando una vida casi tranquila, sin embargo cuando Scott Lang reaparece del Reino Cuántico y parece descubrir en éste una manera de viajar en el tiempo, los Vengadores se acercan a Stark, quien inicialmente se niega, considerando la idea peligrosamente hipotética. A pesar de esto, examina el asunto en privado, descubre cómo hacerlo con éxito y acepta ayudar, yendo al complejo de los Vengadores este se reúne con Rogers en donde ambos finalmente hacen las paces y este le devuelve el escudo circular a Rogers, ya que según palabras de Tony, su padre había diseñado ese escudo para Rogers y también quería evitar que su hija lo usara de trineo. Viajando a través del tiempo, Stark no logra robar la Gema del Espacio de una versión anterior de sí mismo después de la Batalla de Nueva York, y en cambio, se remonta a la década de 1970 para robarla de una instalación de S.H.I.E.L.D., donde tiene una conversación conmovedora con una versión más joven de su padre, Howard Stark. Los Vengadores obtienen con éxito todas las Gemas del Infinito antes de regresar al presente, que se incorporan a un guantelete hecho por Stark que Banner luego usa para resucitar a aquellos que fueron desintegrados por Thanos. Sin embargo, la versión de 2014 de Thanos y su ejército, estando enterados de todo el plan son transportados al 2023 por la Nebula de 2014, quien se hizo pasar por la Nebula del presente. Después de una batalla climática, Stark mete todas las Gemas del Infinito en su guante derecho de su armadura y desintegra al Thanos de 2014 y todo su ejército, pero sucumbe a las lesiones causadas por el efecto secundario destructivo al activarlas y por la radiación gamma producida por las gemas y muere después de despedirse de Rhodes, Parker y Potts. Un funeral al que asistieron muchos héroes se celebró más tarde para él en su casa.

##### Spider-Man: Lejos de casa
Robert aparece de cameo en Spider-Man: Lejos de casa (2019). Meses después, el mundo continúa llorando e idolatrando al fallecido Stark con murales y grafitis dibujados para honrar al Vengador caído. Parker, después de haber reanudado sus estudios en la Escuela Midtown High, todavía siente tristeza a su mentor caído, como se muestra cuando Parker comienza a enfrentar una mayor presión del público sobre si sucederá a Stark, causando que la culpa de su propia supervivencia a los eventos de Endgame salga a la superficie a veces. Parker considera tomarse un descanso de los superhéroes y viajar a Europa junto con sus compañeros de clase en parte debido a esto. Más tarde, Parker recibe las gafas E.D.I.T.H. (Even Dead I'm The Hero) de Stark de Nick Fury, quien afirma que es para el sucesor de Stark, que le dará el control a toda la tecnología de Industrias Stark. Parker cede la custodia a Mysterio, que se hace pasar por el héroe Quentin Beck, inicialmente aliado de Parker, pero luego reveló ser un fraude y un ex empleado de Industrias Stark que fue despedido por Stark debido a su naturaleza inestable e insensible. Durante su primera batalla, Beck se burla de Parker por su fracaso en ser un mejor héroe y salvar a Stark, incluso creando la ilusión de un cadáver zombi de Stark saliendo de una tumba para asustar y traumatizar a Parker. Beck intenta usar E.D.I.T.H. para acceder a la tecnología Stark, que tiene la intención de usar para crear una amenaza a nivel de los Vengadores, pero finalmente es detenido por Parker, quien luego acepta la muerte de Stark.

##### Avengers: Kang's Dinasty
Tras haber muerto salvando al universo del chasquido de Thanos y devolverlo todo a la normalidad, Tony fue incinerado en el lago donde vivía con su familia. Sin que nadie lo supiera, él volcó en un ordenador toda su mente, pudiendo seguir vivo en forma de IA. Esta será la IA que más tarde utilizará IronHearth cuando se una a la lucha contra el villano Kang.

### Videojuegos
Iron man tiene aparición en los siguientes videojuegos:
- Captain America and The Avengers (Data East, 1991)[123]
- Avengers in Galactic Storm (Data East, 1995)[123]
- Marvel Super Heroes (Capcom, 1995)[123]
- Iron Man and X-O Manowar in Heavy Metal (Acclaim, 1996)[123]
- Invincible Iron Man (Activision, 2002)[123]
- X-Men Legends II (Activision, 2005)[123]
- Marvel Ultimate Alliance (Activision, 2006)[123]
- Iron Man (Sega, 2008)[123]
- Marvel Super Hero Squad (THQ, 2009)[123]
- Iron Man 2 (Sega, 2010)[123]
- Marvel Super Heroes 3D (Neko, 2010)[123]
- Marvel Avengers Battle for Earth (Ubisoft, 2012)[123]
- Iron Man 3 (Gameloft, 2013)[123]
- Marvel Vs. Capcom
- Lego Marvel Super Heroes (TT Games, 2013)
- Marvel Contest of Champions (Kabam, 2014)
- Lego Marvel Vengadores (TT Games, 2016)
- LEGO Marvel Super Heroes 2 (TT Games, 2017)
- Marvel's Avengers (Crystal Dynamics, Square Enix, 2020).
- Fortnite: Battle Royale (Epic Games, 2017)